# Мирча (зупинний пункт)
Ми́рча — пасажирський залізничний зупинний пункт Ужгородської дирекції Львівської залізниці.
Розташований у селі Мирча, Великоберезнянський район Закарпатської області на лінії Самбір — Чоп між станціями Великий Березний (8 км) та Дубриничі (4 км).
Станом на травень 2019 року щодня чотири пари електропотягів прямують за напрямком Сянки — Мукачево.